# Roman Hurej
Roman Hurej (ur. 19 lutego 1951 w Krynicy) – polski saneczkarz, medalista mistrzostw Europy, mistrz Polski.

## Kariera sportowa
Był zawodnikiem KTH Krynica. Jego jedynym sukcesem na arenie międzynarodowej był brązowy medal mistrzostw Europy w 1974, w dwójce (wraz z Józefem Pietrończykiem). Reprezentował Polskę na mistrzostwach świata w 1973 (26 m. w jedynkach, 9 m. w dwójkach) i 1974 (15 m. w dwójkach) oraz mistrzostwach Europy w 1970 (8 m. w dwójkach) i 1975 (4 m. w dwójkach). W 1971 został mistrzem Polski w dwójkach (z Władysławem Ują).